# Astyris
Astyris là một chi ốc biển, là động vật thân mềm chân bụng sống ở biển trong họ Columbellidae.

## Các loài
Các loài thuộc chi Astyris bao gồm:
- Astyris amiantis Dall, 1919
- Astyris amphissella (Dall, 1881)[2]
- Astyris angeli Espinosa, Fernandez-Garcès & Ortea, 2004[3]
- Astyris appressa Dall, 1927
- Astyris bonariensis Castellanos & Deambrosi, 1967
- Astyris crumena Dall, 1924
- Astyris diaphana A. E. Verrill, 1882[4]
- Astyris embusa Dall, 1927
- Astyris enida Dall, 1927
- Astyris euribia Dall, 1927
- Astyris frumarkernorum Garcia, 2009[5]
- Astyris georgiana Dall, 1927
- Astyris hypodra (Dall, 1916)
- Astyris kobai Golikov & Kussakin, 1962
- Astyris labecula Gould, 1862
- Astyris lunata (Say, 1826)[6]
- Astyris multilineata (Dall, 1889)[7]
- Astyris perlucida Dall, 1927
- Astyris profundi (Dall, 1889)[8]
- Astyris projecta Dall, 1927
- Astyris pura A. E. Verrill, 1882[9]
- Astyris raveneli (Dall, 1889)[10]
- Astyris rolani Espinosa, Fernandez-Garcès & Ortea, 2004[11]
- Astyris rosacea (Gould, 1840)[12]
- Astyris sagenata Dall, 1927
- Astyris salmonea (Barnard, 1963)
- Astyris stemma Dall, 1927
- Astyris suavis (Smith, 1906)
- Astyris verrilli (Dall, 1881)[13]
- Astyris vidua Dall, 1924